# Amba Gyszien
Amba Gyszien – „góra książąt”, płaski i jednocześnie niedostępny szczyt w północnej Etiopii, na którym w czasach średniowiecznej monarchii etiopskiej byli przetrzymywani pod strażą książęta krwi – aktualni, bądź potencjalni, męscy następcy tronu. Było to swego rodzaju luksusowe więzienie, gdzie odizolowani od świata zewnętrznego książęta spędzali czas wśród ksiąg i uczonych. 

## Historia
Instytucja książęcego więzienia istniała na Amba Gyszien od końca XIII do początku XVI wieku. Według legendy jej pomysłodawcą był cesarz Bahyr Asseggyd (Jin Asgad), który postanowił na górze uwięzić swych licznych, spiskujących przeciw niemu braci. Został jednak przez jednego z nich uprzedzony i sam wraz z innymi męskimi członkami rodziny cesarskiej został uwięziony na niedostępnym szczycie. Od tej pory kolejni władcy podobnie postępowali ze swymi braćmi oraz synami. Na Amba Gyszien mieli oni własne rezydencje, biblioteki i towarzystwo ludzi uczonych, odsunięci byli jednak od wszelkich spraw politycznych. Nie wolno im było opuszczać szczytu, ani kontaktować się ze światem zewnętrznym, choć ten drugi zakaz był prawdopodobnie łamany. Wiadomo na przykład, że przyszły cesarz Zara Yaqob Kuestantinos I, który na Amba Gyszien spędził niemal połowę swojego życia (ok. 30 lat), w chwili objęcia tronu był nie tylko doskonale wykształcony, ale również świetnie orientował się w sprawach politycznych i społecznych cesarstwa. Górę książąt można było opuścić księciu, gdy miał zostać cesarzem, wielu jednak spędzało tam całe swoje życie, lub opuszczało szczyt w bardzo podeszłym wieku. 
Szczyt Amba Gyszien, ze względu na swe walory obronne, był również używany jako królewski skarbiec. Funkcję tę przestał pełnić gdy po kilku próbach ostatecznie udało się ją zdobyć wojskom muzułmańskim w roku 1540.